# Creatures of Influence
Creatures of Influence è il secondo EP del gruppo musicale statunitense Information Society, pubblicato nel 1984.

## Tracce
1. Hiroshima – 4:45
2. Running – 8:03
3. Creatures of Influence – 3:42
4. Don't Lose Your Mind – 4:21
5. Fall in Line – 3:48
6. Signals – 4:12
7. The Swamp – 3:03